# Famille Le Moniès de Sagazan
Pour les articles homonymes, voir Sagazan.
La famille Le Moniès de Sagazan est une famille française subsistante, originaire de Gascogne. Sa filiation est suivie à partir du XVIIe siècle.
On distingue parmi ses membres Olivier de Sagazan (1959), artiste peintre, sculpteur et performeur ; Lorraine de Sagazan (1986), autrice et metteuse en scène ; ou encore Zaho de Sagazan (1999), autrice-compositrice-interprète.

## Histoire
Henri Jougla de Morenas dans le Grand Armorial de France (1939) indique que cette famille est originaire de Gascogne et de Bretagne et qu'elle portait anciennement le patronyme Le Monniès.
Dans la Revue Historique de l'Ouest, l'historien Gaston de Carné-Carnavalet (1856-1900) écrit quant à lui qu'elle est issue du diocèse de Lombez, en Gascogne. Il précise qu'elle compte plusieurs personnages tels que François Moniès, sieur de Sagazan (1725-1786), officier au régiment de Guyenne-Infanterie, blessé aux sièges de Fribourg, de Rocourt et de Rosbach, chevalier de Saint-Louis, puis capitaine commandant La Lieutenante-colonelle, établi en Bretagne en 1773.
À ce titre, dans son ouvrage d'histoire locale La Chapelle-Saint-Laurent, entre Gâtine et Bocage, Maurice Poignat indique que les Le Moniès de Sagazan sont une « vieille famille bretonne ».
Au cours de la Première Guerre mondiale, le lieutenant René Le Moniès de Sagazan (1885-1914) est tué sur le front belge à Virton. Il est fait chevalier de la Légion d'honneur à titre posthume.
Plus récemment, cette famille a donné de nombreux militaires dont un général de brigade,, des scientifiques et des artistes.

## Liens de filiation entre les personnalités
Les sources de référence , et la lecture des actes d'état civil, permettent d'établir les liens de filiation suivants entre les personnalités de la famille :
- Salomon Moniès, marié avec Géraude de Fontan.
  - Jean Moniès (1638), marié avec Anne de Sagazan.
    - Jean François Moniès (1661-1690), marié en 1684 avec Jeanne Courthies (1663-1731).
      - Etienne Moniès (1686-1729), avocat au parlement de Toulouse, marié en 1712 avec Anne Marie de Gargas (1688-1726).
        - Géraud Moniès de Sagazan (1714-1776), marié en 1746 avec Françoise de La Forgue de Bellegarde (1712-1789).
          - Jean Jacques Gabriel Moniès de Sagazan (1750), seigneur d’Auribail, avocat au parlement, marié en 1776 avec Elizabeth Adélaïde de Capèle (1751-1803).

        - François Moniès, sieur de Sagazan (1725-1786), officier au régiment de Guyenne-Infanterie, chevalier de Saint-Louis. En 1773, il épouse Louise Marie Flavie du Guiny.
          - Ferdinand Le Moniès de Sagazan (1774-1837), marié en 1798 avec Etiennette de Kerguézec de Kericuff (1770-1842).
            - Aristide Le Moniès de Sagazan (1810-1886), marié en 1838 avec Cécile de La Nouë (1813-1858).
              - Ferdinand Le Moniès de Sagazan (1842-1916), capitaine de frégate, marié en 1874 avec Marie Alphonsine de Lorgeril (1853-1925).
                - René Le Moniès de Sagazan (1885-1914), lieutenant au 130e régiment d'infanterie, mort pour la France. En 1914, il épouse Marie de Léobardy (1891-1990).

              - Gustave Le Moniès de Sagazan (2 novembre 1847 à Tréguier - 17 juillet 1898 à Paimpol). Le 15 novembre 1880 à Paimpol, il épouse Alexine Amélie Jan de La Saudrais.
                - André Le Moniès de Sagazan (23 août 1886 à Paimpol - 25 novembre 1955 à Redon), docteur en médecine. Le 8 janvier 1914  à Plessé, il épouse Marie Le Gouvello de La Porte.
                  - Hubert Le Moniès de Sagazan (5 août 1918 à El Harrach Alger (Algérie) - 14 novembre 2011 à Morlaix), lieutenant-colonel d'artillerie, chevalier de l'ordre national de la Légion d'honneur. Le 2 novembre 1947 à Cléder, il épouse Elisabeth Hervé du Penhoat (1920-2001).
                    - Olivier Le Moniès  dit Olivier de Sagazan (1959) épouse Gaëlle Le Rouge de Rusunan.
                      - Leïla Le Moniès de Sagazan, dite Leïla Ka, danseuse et chorégraphe.
                      - Zaho Le Moniès de Sagazan dite Zaho de Sagazan (1999), auteure-compositrice-interprète et musicienne.

                    - Patrick Le Moniès de Sagazan épouse Chantal de La Cropte de Chantérac.
                      - Lorraine Le Moniès de Sagazan dite Lorraine de Sagazan (1986), autrice et metteuse en scène.

                  - Raymond Le Moniès de Sagazan (21 janvier 1923 à Pontrieux (Côtes-d'Armor) - 22 décembre 2009 à Landerneau (Finistère)), auteur, châtelain de Penanru en Landerneau. Le 12 juillet 1949 à Bazouges-sur-le-Loir (Sarthe), il épouse Françoise Roullet de La Bouillerie (1925-2014).
                    - Gwenaël de Sagazan (1955), maire de Bazouges Cré sur Loir.

              - Henri Le Moniès de Sagazan (18 janvier 1855 à Tréguier - 24 octobre 1932 à Rennes), capitaine d'infanterie, chevalier de l'ordre national de la Légion d'honneur. Le 1er avril 1895 à Quimper, il épouse Marie Caroline Anne Joséphine Muret de Pagnac.
                - Henry Louis Le Moniès de Sagazan (1903-1994), général de brigade, commandeur de l'ordre national de la Légion d'honneur.
                  - Postérité subsistante.

## Portraits

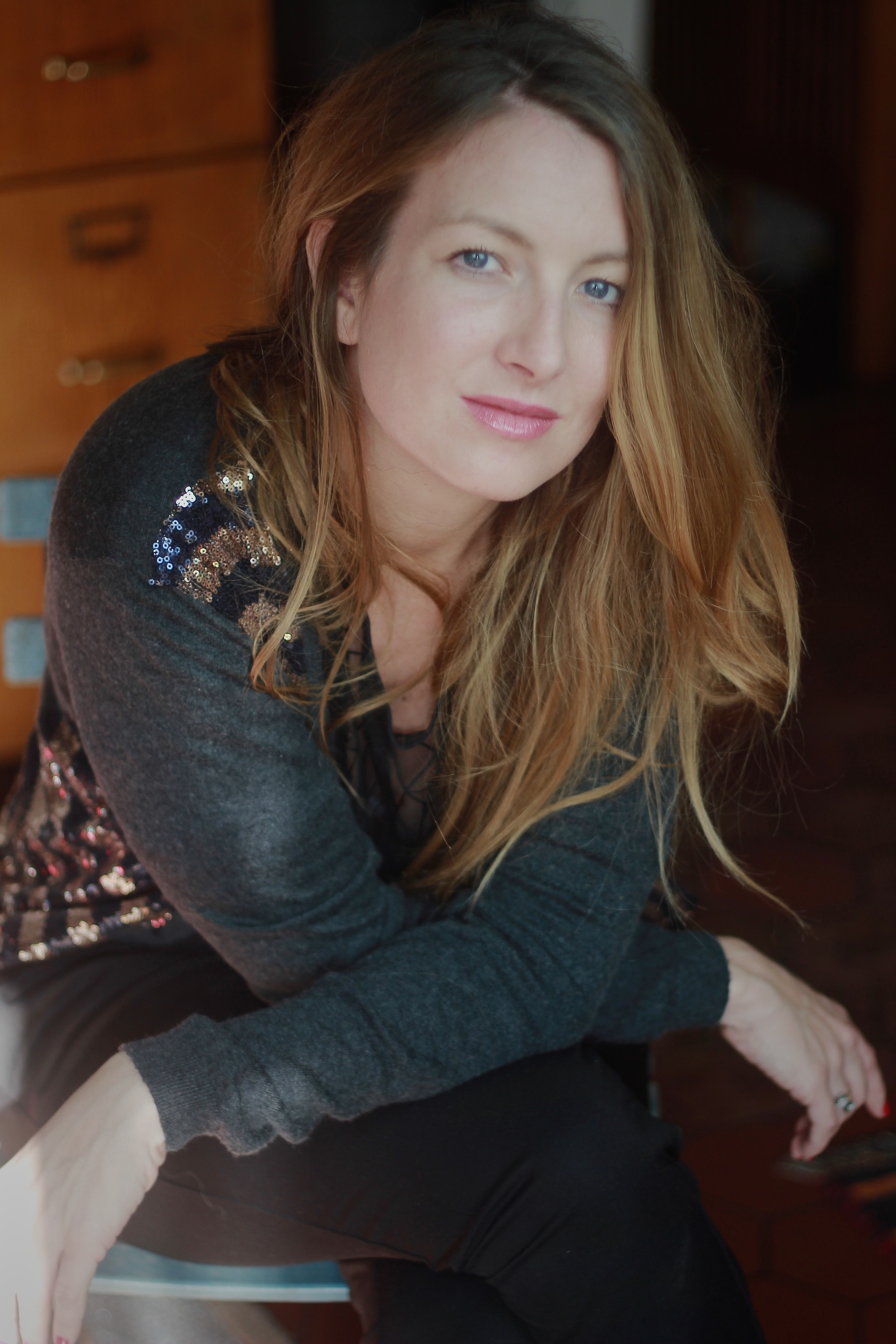
Lorraine de Sagazan (2015)
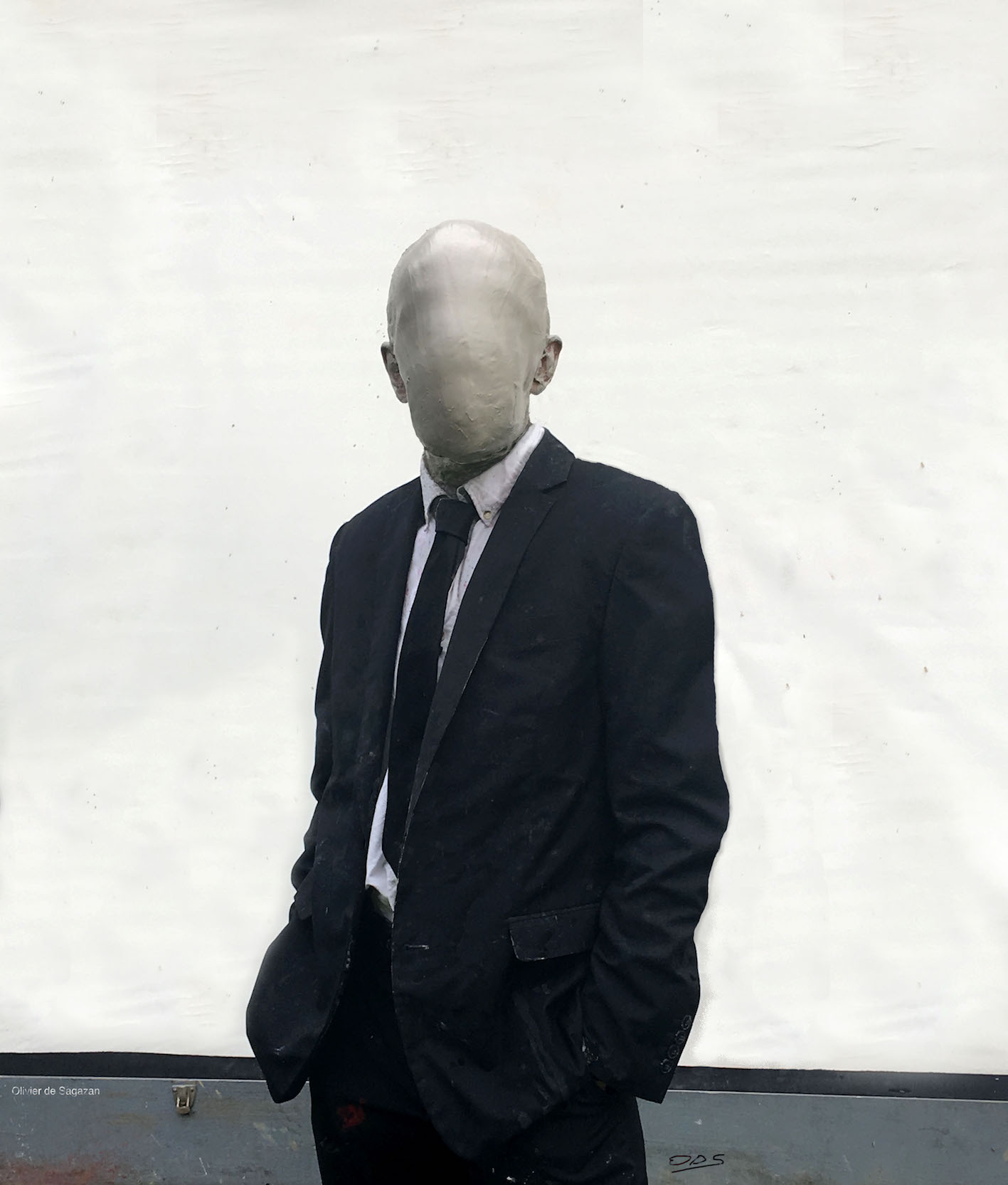
Olivier de Sagazan durant sa performance Transfiguration (2019)
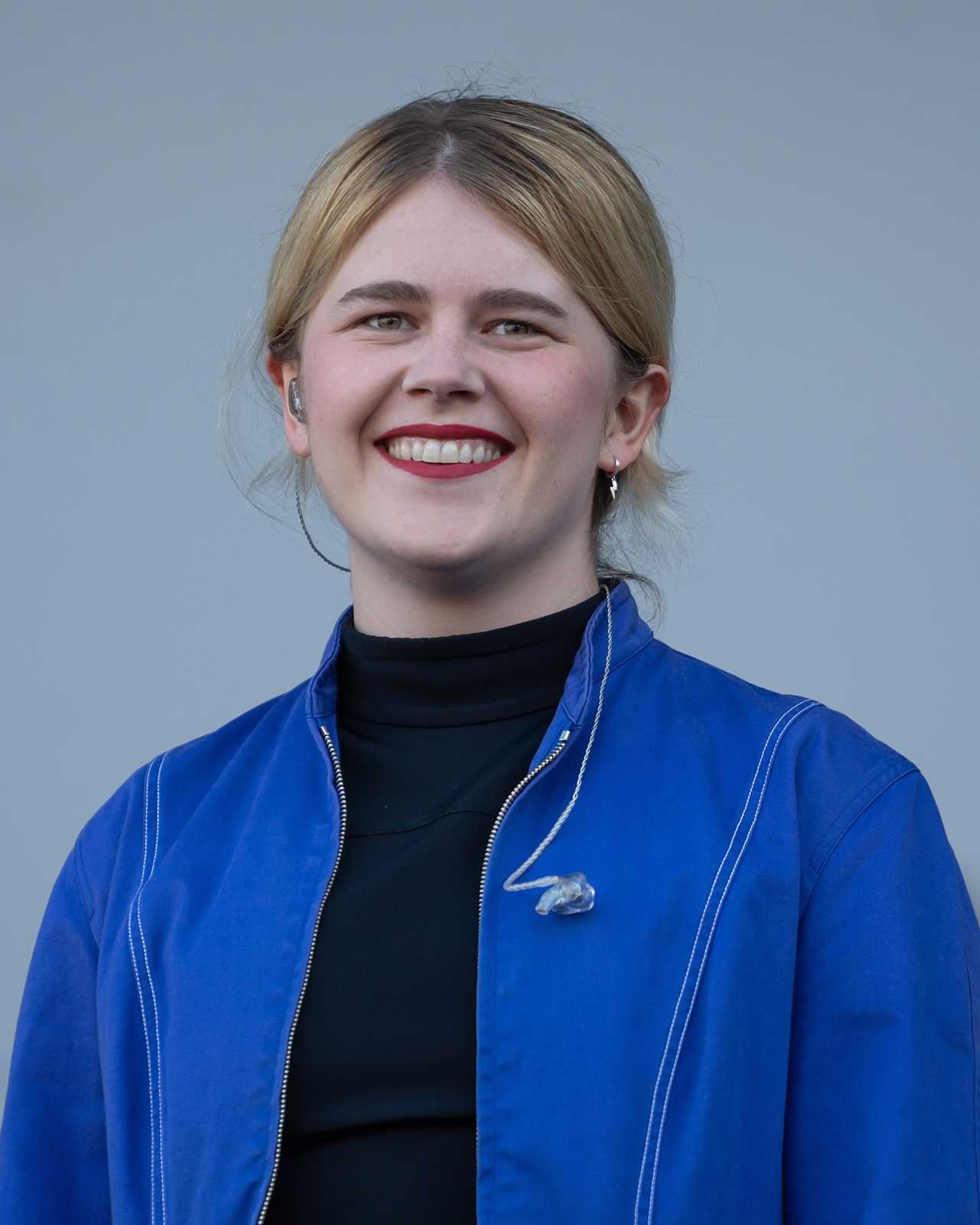
Zaho de Sagazan (2024)

## Héraldique
Armes : De gueules à trois bandes d'or, au chef d'azur, chargé d'un soleil d'or,,.

## Alliances
Les principales alliances de la famille Le Moniès de Sagazan sont : de Capèle (1750), du Guiny (1773), de Kerguézec de Kericuff (1798), de Belloüan, de La Noüe (1838), de Dieuleveult (1862), de La Saudrais (1880), de Lorgeril (1874), Porquet de la Féronnière (1885), Muret de Pagnac (1895), de Vieillechèze de La Mardière, Le Gouvello de La Porte, de Léobardy, de Charette de La Contrie (1935), du Penhoat (1943), Lefebvre d'Argencé (1959), Fanneau de La Horie, du Plessis d'Argentré, Jarnoüen de Villartay, de La Cropte de Chantérac, Rouillet de La Bouillerie, Le Rouge de Rusunan, de Perier, de Boullenois de Senuc, de Laparre de Saint-Sernin, Hersart de La Villemarqué, Ducellier.